# 曼哈頓衛士
曼哈頓衛士是一名DC漫畫旗下的虛構超級英雄，最初登場於《曼哈頓衛士》#1（2005年5月），由葛蘭·莫瑞森及卡麥隆·史都華創作。該角的原型取自同漫畫公司的守衛者，且曼哈頓衛士也曾是《七勇士》（《常勝七勇士》的新版本，為共計的七部有限系列）的主要角色之一。

## 歷史
該角最初出現在有限系列漫畫《曼哈頓衛士》中。靈感來自英國報紙《衛報》，該報紙為作家葛蘭·莫瑞森提供了一個美國小報贊助超級英雄的想法。
在《曼哈頓衛士》的故事背景設定於紐約市的虛構城市——灰姑娘城（Cinderella City，大都會與高譚市對它來說就像是兩個醜姊姊）。莫瑞森參考建築師保羅·拉弗萊建造高迪魅力酒店的想法來重建世界貿易中心，他說：「我希望它成為一個更加崇高的紐約，那些夢寐以求的東西終於變成了現實。」
曼哈頓衛士後來也在漫畫《無限危機》和《52》中客串登場。

## 人物
曼哈頓衛士本名為傑克·喬丹（Jake Jordan），原本是名失業且生活破碎的前警察，他因殺死一名被誤認為是他的伴侶兇手的男孩而離開了其單位。在未婚妻的父親賴瑞（Larry）的建議下，傑克到《曼哈頓衛報》（Manhattan Guardian）申請了一份神祕的工作。在面臨幾次偽裝成恐怖襲擊的試驗（包括與泥人像交手）後，他碰見了該報的所有者艾德·史塔加德（Ed Stargard）；艾德對他的行為印象深刻，而給了傑克這份工作——成為自家報紙上的超級英雄兼記者。

## 能力
曼哈頓衛士本身並沒有超能力，但他因受過警察訓練而具備了高超的搏鬥技能及優秀的體能。就像原來的守衛者一樣，他主要戴著金色頭盔並帶著一枚金色盾牌作為武器。

## 外部連結
- 大漫画资料库上的页面：Manhattan Guardian
- 漫画书数据库：Manhattan Guardian
- Morrison's 7 Soldiers: The Guardian, Comicon, 2005-09-07
- Seven Soldiers: Manhattan Guardian annotations在Barbelith（英语：Barbelith）上